# Черновик (роман)
«Чернови́к» — фантастический роман Сергея Лукьяненко 2005 года о червоточинах между мирами.

## Сюжет
Действие книги разворачивается в Москве, предположительно, осенью 2005 года.
В книге рассказывается о молодом человеке по имени Кирилл, которого как бы «вычёркивают» из жизни. Владельцем его квартиры становится другой человек, его забывают соседи, друзья, коллеги по работе, родители. Все документы и даже ключи от квартиры рассыпаются в прах. Кирилл остаётся абсолютно один, он бродит по Москве совершенно потерянный, не в силах решить свою проблему. Даже друг Константин (Котя), который активно помогает Кириллу, в какой-то момент перестаёт его узнавать.
И когда Кирилл уже вконец отчаивается, он получает звонок на мобильный от неизвестного, который диктует ему инструкции. Следуя им, Кирилл оказывается у бездействующей водонапорной башни, расположенной около железнодорожной станции Москва-3. Войдя внутрь, Кирилл обнаруживает (помимо двери, через которую он вошёл) ещё четыре запертые двери, а также лестницу на второй этаж, а там пять окон: каждое — над соответствующей дверью первого этажа.
Переночевав в башне, герой замечает, что интерьер изменился: его жилищные условия улучшились, а одна из дверей открылась. Это оказалась дверь в другой мир — и затем в три последующих дня по утрам открываются по очереди оставшиеся три двери. До Кирилла дозванивается Котя, у которого на компьютере сохранились записи о происходящем, и они отправляются изучать открывшийся мир. Выясняется, что Кирилл стал функционалом, а именно — таможенником в новом пограничном пункте между мирами. Мир оказывается разделённым на обладающих особыми способностями функционалов, на пользующихся их услугами обычных людей (как правило, относящихся ко власти или богеме) и на всех остальных — не подозревающих ни о способностях функционалов, ни о других мирах.
Патриотический политик депутат Дмитрий, знающий о функционалах, рассказывает Кириллу о мире Аркана, в котором развитие опережает наш мир на тридцать пять лет, в который нет ни одного прохода вот уже полвека, и нанимает Кирилла для открытия Аркана, ибо Аркан может оказаться союзником России. Кириллу удаётся открыть Аркан, но оказывается, что там идёт лишь 1971 год, и вопреки мнению Дмитрия как раз наш мир — Земля-2, а также все остальные миры служат полигонами для этой Земли-1.
Мир Аркана крайне похож на Советский Союз 1971, в нем есть лишь мелкие различия, например, автобус выпущен заводом "ЩАЗ" (в СССР не было автобусного завода в городе с названием на "Щ"). На месте Останкинской телебашни установлен мемориал жертвам Московского Метеорита (при этом непосредственно самого тела метеорита - нет и не было). Далее выясняется, что в окружении Сталина были люди, знающие об Аркане, как и о том, что врата в него находятся в районе Тоцкого Оренбургской области. Испытание атомной бомбы было проведено именно там с целью разрушить врата, ибо Сталин и Берия отрицательно относились к Аркану. Часть ядерного взрыва, попавшая через врата в Аркан, и получила там название Московского метеорита.
В различных мирах действуют повстанцы, которые пытаются сломать сложившуюся систему, и сойдясь с ними, Кирилл вступает в конфронтацию с сообществом функционалов. Изначально его решают оставить в живых, но когда он озвучивает свою догадку о том, что его предназначение — вовсе не функционал таможенника, работающий в Москве функционал-акушер Наталья (хозяйка башни) запускает процесс его уничтожения (со словами "иногда приходится делать аборты"). Кирилл неожиданно выходит победителем из этого противоборства, и Наталья гибнет, но его башня уничтожена, а сам он становится обычным человеком — как и все, кому Наталья помогла стать функционалом.
К приходящему в себя около теперь уже самой обычной водонапорной башни Кириллу приезжает Котя, и Кирилл догадывается, что тот — куратор нашего мира, упомянутый Натальей перед гибелью. Котя признаёт это и предлагает Кириллу стать акушером, но узнав о том, как тому удалось одолеть Наталью, с грустью сообщает, что теперь должен убить Кирилла. Невероятным образом Кириллу удаётся его остановить, и Котя ретируется. Кирилл с удивлением обнаруживает, что его снова все помнят. Он догадывается о том, что Земля-1 — не главный мир, а лишь первый из экспериментальных полигонов, и задумывается о том, как ему жить дальше.

## Создание и издание
| Год  | Издательство                             | Место издания | Серия                         | Тираж          | Примечание                                                                     | Источник |
| ---- | ---------------------------------------- | ------------- | ----------------------------- | -------------- | ------------------------------------------------------------------------------ | -------- |
| 2005 | АСТ; АСТ Москва; Транзиткнига            | М.            | Чёрная серия (танковая щель)  | 120000 + 30000 | Первый роман дилогии «Работа над ошибками». Иллюстрация на обложке В. Бондаря. | [ 1 ]    |
| 2006 | АСТ; АСТ Москва; Транзиткнига; Хранитель | М.            | Звёздный лабиринт             | 120000 + 35000 | Первый роман дилогии «Работа над ошибками». Оформление художника В. Бондаря.   | [ 2 ]    |
| 2008 | АСТ                                      | М.            | Звёздный лабиринт: коллекция  | 20000 + 4000   | Дилогия «Работа над ошибками». Иллюстрация на обложке В. Бондаря.              | [ 3 ]    |
| 2009 | АСТ                                      | М.            | Библиотека мировой фантастики | 1500           | Дилогия «Работа над ошибками» в одном томе.                                    | [ 4 ]    |
| 2009 | АСТ                                      | М.            | под Дозоры                    | 2500           | Дилогия «Работа над ошибками» в одном томе. Иллюстрация на обложке В. Бондаря. | [ 5 ]    |
| 2011 | АСТ; Астрель                             | М.            | Звёздный лабиринт 3 (мини)    | 10000 + 4000   | Первый роман дилогии «Работа над ошибками»                                     | [ 6 ]    |
| 2014 | АСТ                                      | М.            | Весь Сергей Лукьяненко        | 5000           | Дилогия «Работа над ошибками» в одном томе.                                    | [ 7 ]    |

| Год  | Название           | Издательство           | Место издания | Язык        | Переводчик       | Источник |
| ---- | ------------------ | ---------------------- | ------------- | ----------- | ---------------- | -------- |
| 2006 | Juodraštis         | Eridanas               | Каунас        | Литовский   | N. Jakubauskaitė | [ 8 ]    |
| 2007 | Weltengänger       | Heyne ТВ               | Мюнхен        | Немецкий    | C. Pöhlmann      | [ 9 ]    |
| 2008 | Brudnopis          | Wydawnictwo Mag        | Варшава       | Польский    | Э. Скурская      | [ 10 ]   |
| 2008 | Nanečisto          | Triton                 | Прага         | Чешский     | Л. Дворжак       | [ 11 ]   |
| 2010 | La torre del tempo | Mondadori              | Сеграте       | Итальянский | M. Falcucci      | [ 12 ]   |
| 2011 | Világok őre        | Metropolis Média Group | Будапешт      | Венгерский  | W. Györgyi       | [ 13 ]   |
| 2012 | Чернова            | ИнфоДар                | София         | Болгарский  | В. Велчев        | [ 14 ]   |
| 2013 | Weltengänger       | Heyne ТВ               | Мюнхен        | Немецкий    | C. Pöhlmann      | [ 15 ]   |
| 2014 | Mustand            | Ersen                  |               | Эстонский   | A. Rosin         | [ 16 ]   |

## Экранизация
Осенью 2016 года начались съёмки одноимённого фильма по роману. Режиссёром стал Сергей Мокрицкий. Премьера состоялась 25 мая 2018 года.
Экранизация во многом отступает от книги. Сильно изменились параллельные миры, которые приобрели параллели с российской историей: Кимгим превратился в утопическую Российскую империю, а Нирвана — в пародию на ГУЛаг. В фильме башня Кирилла во всех мирах находится напротив Кремля. Василиса стала отрицательным персонажем. Добавлена линия любовного треугольника между Кириллом, Анной и новым персонажем Антоном.
В прессе фильм «Черновик» встретили преимущественно отрицательными отзывами, однако сам Лукьяненко остался доволен результатом.

## Критика
Николай Пегасов, автор рецензии, опубликованной в ежемесячном журнале «Мир фантастики», обратил внимание на то, что книга начинается со сцены, которая отсылает нас к фильму «Ирония судьбы». Также автор говорит, что мир, описанный в «Черновике», похож на мир описанный в «Спектре», ранней работе Сергея Лукьяненко, но мир отличен, и главный герой выступает не в роли странника по мирам, а исполняет роль «Ключника».